# Württembergische D
Die Dampflokomotiven der Klasse D waren Schnellzuglokomotiven der Königlich Württembergischen Staats-Eisenbahnen. Es waren Vierzylinder-Verbundlokomotiven mit der Achsfolge 2’C.
Die Klassenbezeichnung „D“ war zuvor bereits mit Lokomotiven der alten Klasse VII und ab 1864 verstärkten der Klassen III und V (D alt) sowie von 1868 bis 1869 mit den Schnellzuglokomotiven der späteren Klasse B belegt gewesen.

## Geschichte

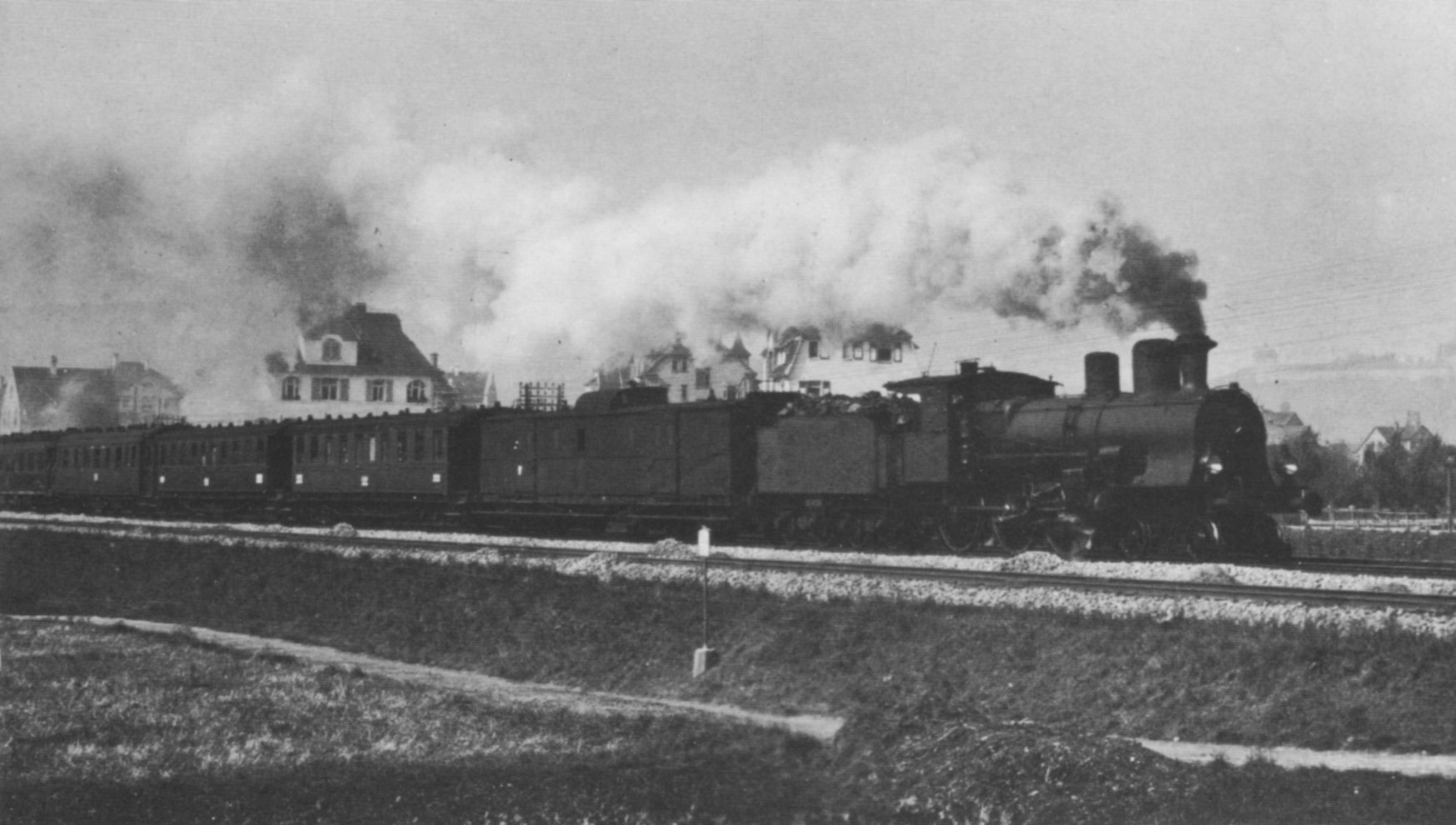
Lokomotive der Klasse D mit Schnellzug in Esslingen (Filstalbahn)

Für den schwerer werdenden Schnellzugdienst auf der steigungsreichen Strecke von Ulm über Stuttgart nach Bretten wurden Ende der 1890er-Jahre dreifach gekuppelte Lokomotiven benötigt. Die Lokomotiven der Klasse D mit einem Vierzylinder-Verbundtriebwerk der Bauart de Glehn erreichten mit einem 250-Tonnen-Zug auf einer Strecke mit zehn Promille Steigung eine Geschwindigkeit von 60 km/h. In der Ebene erreichten sie 90 km/h.
Mit den Lokomotiven der Klasse D kehrten die Württembergischen Staatseisenbahnen nach 30 Jahren wieder zum führenden Drehgestell zurück. Zuletzt war das führende Drehgestell bei der 1865 bis 1868 gebauten Klasse B (alt) verwendet worden. Entgegen der üblichen Anordnung nach de Glehn wurden die kleinen Hochdruckzylinder nach innen und die größeren Niederdruckzylinder nach außen gelegt, da im Rahmeninneren kein Platz für die 600 mm großen Niederdruckzylinder war. Der Zweiachsantrieb nach de Glehn wurde beibehalten. Entsprechend der Steigungen wurde der Treibraddurchmesser auf 1650 Millimeter festgelegt. Dass nur die erste Treibachse gesandet wurde, hat sich nachteilig ausgewirkt. 
Der älteren Badischen IV e waren die Lokomotiven leistungsmäßig überlegen. Maffei baute zur gleichen Zeit die der Klasse D ähnliche Bayerische C V.
Zwischen 1898 und 1905 baute die Maschinenfabrik Esslingen insgesamt nur 14 Lokomotiven der Klasse D, die mit den Bahnnummern 421 bis 434 eingereiht wurden.
Zum 30. April 1917 waren zwei Lokomotiven in Rumänien bei der Militär-Eisenbahn-Direktion (MED) 9 Bukarest eingesetzt, die sie zusammen mit 16 badischen IV e unter der preußischen Gattungsbezeichnung P 4 führte.
Nach dem Ersten Weltkrieg kamen noch acht Lokomotiven zur Deutschen Reichsbahn (DR). Im ersten vorläufigen Umzeichnungsplan waren die Nummern 29 101 bis 108 vorgesehen, nach dem zweiten Umzeichnungsplan sollten sie dann als 38 101 – 38 108 eingereiht werden. Die Einordnung als Personenzuglokomotiven erfolgte vermutlich wegen der vergleichsweise geringen Höchstgeschwindigkeit von 90 km/h. Vor der endgültigen Umzeichnung wurden alle Lokomotiven 1924 ausgemustert.
Die zwei Lokomotiven 426 und 429 wurden nach Frankreich abgegeben und kamen zur Chemins de fer de l’État, die sie als 230-985 und 230-986 in die Reihe 230.9 einreihte. Die 230-986 wurde 1930 und die 230-985 1934 ausgemustert.
Nach Hermann Lohr und Georg Thielmann kamen die übrigen vier Lokomotiven (423, 425, 430 und 432) zu den Polnischen Staatsbahnen (PKP). Die Lokomotiven wurden in Polen zunächst als P8W eingereiht, da sie die gleiche Achsfolge wie die Preußische P 8 hatten. 1926 wurden sie als Baureihe Ok102 eingereiht. Ingo Hütter und Reimar Holzinger führen lediglich drei Lokomotiven, die 423 fehlt. Auch in der offiziellen Typenliste des polnischen Verkehrsministeriums von 1927 sind lediglich drei Lokomotiven enthalten. Nach Tomasz Galka gelangte die 423 entweder nicht nach Polen oder wurde vor 1926 ausgemustert. Alle Ok102 wurden vor 1936 ausgemustert. Die Schlepptender wurden in Polen als 13C102 eingereiht.

## Konstruktive Merkmale
Der Lokomotivkessel war als Belpaire-Kessel mit Dampfdom auf dem vorderen Kesselschuss ausgeführt. Die Rohrlänge betrug 3,990 m, der Rostfläche von 2,30 m² stand eine Heizfläche von 162,00 m² gegenüber, der Kesselüberdruck betrug 14,0 bar.
Der Blechrahmen war innenliegend ausgeführt. Die innerhalb des Rahmens unter der Rauchkammer gelegenen Hochdruckzylinder trieben die erste Kuppelachse an, während die außerhalb des Rahmens leicht geneigt zwischen Drehgestell und erster Kuppelachse angebrachten Niederdruckzylinder auf die zweite Kuppelachse arbeiteten. Die Kreuzkopfführung war zweischienig, als Steuerung wurde eine Heusinger-Steuerung mit entlasteten Flachschiebern verwendet.
Die Treibräder hatten einen Durchmesser von 1.650 mm. Die Blattfedern waren unterhalb der Achslager angeordnet und zwischen erster und zweiter Kuppelachse durch Ausgleichshebel verbunden. Das führende Drehgestell hatte Laufräder mit einem Durchmesser von 850 mm. Der Achsstand des Drehgestells betrug 2.000 mm, zwischen der zweiten Achse des Drehgestells und der ersten Kuppelachse waren es 2.125 mm, zwischen den ersten beiden Kuppelachsen 1.800 mm und zwischen zweiter und dritter Kuppelachse 2.100 mm Abstand.
Die Lokomotiven besaßen eine Dampfbremse, später eine Westinghouse-Schnellbremse. Die Bremse wirkte auf die erste Kuppelachse einseitig von vorn, auf die zweite und dritte Kuppelachse einseitig von hinten. Der Sandkasten auf der Mitte des Langkessels sandete die erste Kuppelachse von vorn. Das Führerhaus war groß und gut ausgebildet.
Die Lokomotiven waren mit Schlepptendern der Bauart 3 T 15,5 gekuppelt.

## Fahrzeugliste
| Fabriknr. | Baujahr | Bahnnummer K.W.St.E. | Verbleib     | ausgemustert |
| --------- | ------- | -------------------- | ------------ | ------------ |
| 2911      | 1898    | 421                  | DR 38 101    | 1924         |
| 2912      | 1898    | 422                  | DR 38 102    | 1924         |
| 3063      | 1899    | 423                  | PKP Ok102-1  |              |
| 3064      | 1899    | 424                  | DR 38 103    | 1924         |
| 3065      | 1899    | 425                  | PKP Ok102-2  |              |
| 3066      | 1899    | 426                  | Etat 230-985 | 1934         |
| 3149      | 1901    | 427                  | DR 38 104    | 1924         |
| 3150      | 1901    | 428                  | DR 38 105    | 1924         |
| 3202      | 1902    | 429                  | Etat 230-986 | 1930         |
| 3203      | 1902    | 430                  | PKP Ok102-3  |              |
| 3204      | 1902    | 431                  | DR 38 106    | 1924         |
| 3205      | 1902    | 432                  | PKP Ok102-4  |              |
| 3330      | 1905    | 433                  | DR 38 107    | 1924         |
| 3331      | 1905    | 434                  | DR 38 108    | 1924         |